# José de la Uz
José de la Uz Pardos es un político español del PP, alcalde de Las Rozas de Madrid desde junio de 2015. Desde 2020 preside Las Rozas Innova, la Empresa Pública de Innovación del Ayuntamiento. También preside el PP de esta localidad, y, desde diciembre de 2023, la Red Española de Ciudades Inteligentes (RECI).
Además, es el presidente del patronato de la Fundación Municipal de Cultura de Las Rozas desde abril de 2022, y patrono de la Fundación Trébol y de la Fundación Cedel, dedicadas a mejorar la calidad de vida de las personas con alguna discapacidad.   
Participa habitualmente en eventos, paneles, mesas redondas y encuentros sobre la gestión pública, el liderazgo, la innovación, la tecnología y las ciudades inteligentes, como el 'Wake up, Spain!' organizado por El Español, los desayunos informativos de Europa Press, el Smart City Expo World Congress de Barcelona o la jornada 'Metafuturo: Nuevo paradigma de la comunicación y ciudades del futuro', de laSexta.

## Formación
Licenciado en Derecho por la Universidad Complutense de Madrid, amplió sus estudios con un Máster de Asesoría Jurídica de Empresas en el ICADE y un Máster en Administración y Dirección de Empresas (MBA), también en el ICADE. Completó su formación con un Programa de Liderazgo en la Gestión Pública por el IESE y el Programa de Buen Gobierno Corporativo del Instituto de Consejeros-Administradores (IC-A).

## Trayectoria profesional y política
Comenzó su actividad laboral en la empresa privada, en labores de asesoría fiscal. Trabajó durante varios años en CaixaBank, puesto que compaginó con sus primeras responsabilidades políticas en el Partido Popular, al que se afilió en 2004.
Entre 2006 y 2011 fue asesor y jefe de Gabinete en distintas consejerías del Gobierno Regional de la Comunidad de Madrid. En junio de 2011 fue nombrado secretario general técnico de Vicepresidencia, y, poco después, también de la Consejería de Presidencia, Justicia y Portavocía. 
En junio de 2015 se convirtió en alcalde de Las Rozas, tras sustituir al candidato del PP, José Ignacio Fernández Rubio. Este ganó las elecciones municipales, pero dejó paso a De la Uz, número 2 de la lista popular, ante la negativa de Ciudadanos a apoyarle para gobernar, debido a las causas judiciales que tenía pendientes de su periodo como regidor de Guadarrama. Fernández renunció a su acta de concejal para que gobernara la lista más votada, la del PP. Posteriormente fue absuelto de los cargos que se le imputaban.

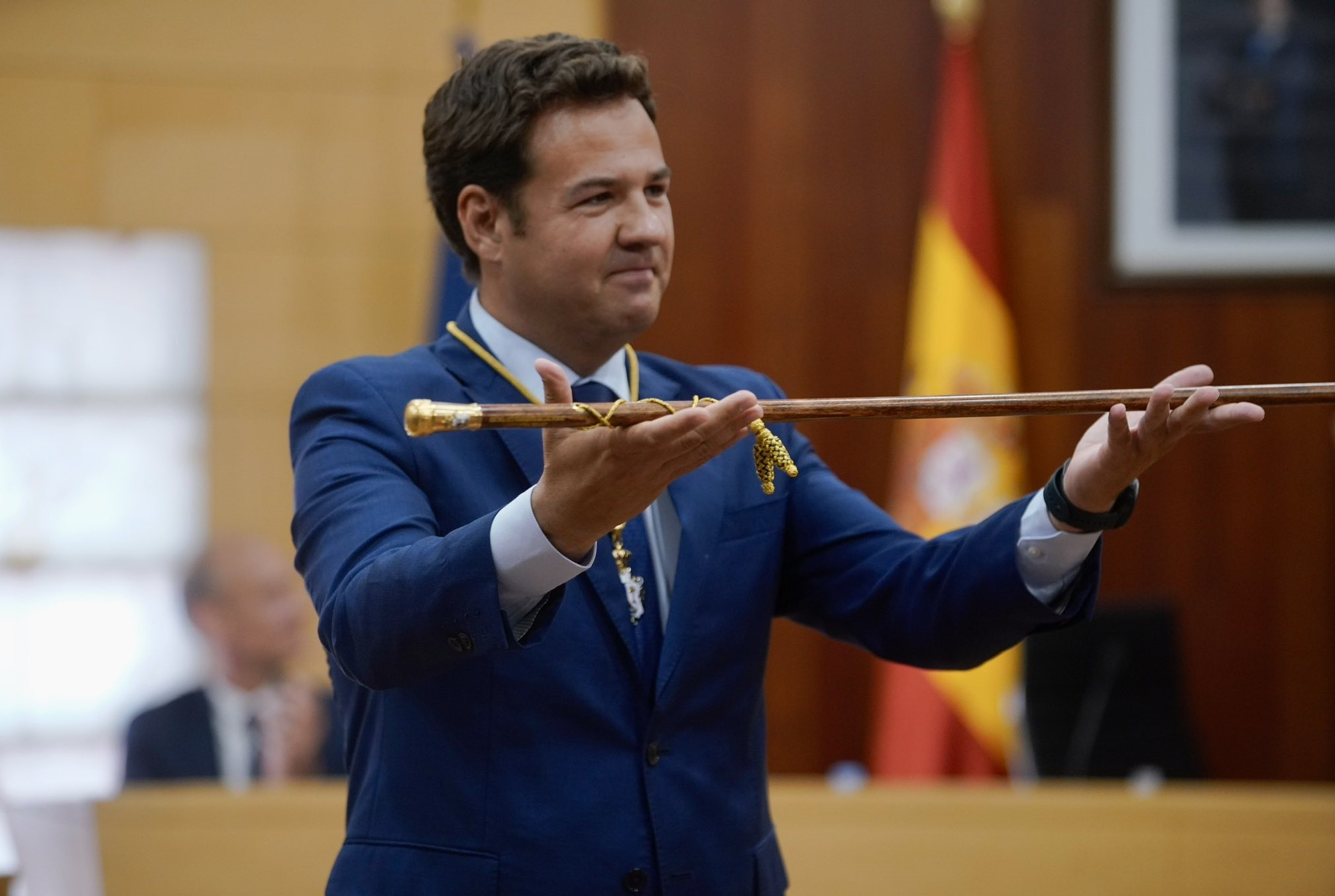
Toma de posesión de José de la Uz para su tercer mandato como alcalde de Las Rozas, el 17 de junio de 2023.

 Durante su primera legislatura, José de la Uz ejerció también el cargo de presidente de la Mancomunidad de Municipios de Residuos del Sur, desde febrero de 2018 a mayo de 2019, cuando fue reelegido alcalde en las elecciones municipales. En 2020 se convirtió en presidente de Las Rozas Innova, la Empresa Pública de Innovación del Ayuntamiento de Las Rozas, cuya creación y Plan de Acción impulsó. 
El 28 de mayo de 2023, José de la Uz revalidó su cargo de alcalde al ganar las elecciones municipales por mayoría absoluta, con el apoyo del 60,51% de los votantes. Logró así el mejor resultado de la historia del PP en la localidad madrileña, además de ser el tercer alcalde más votado de la región en esos comicios, y el quinto con mayor porcentaje de votos de España.

## Gestión
De ideología liberal, concibe la Administración como un apoyo para los ciudadanos, y nunca como un mero regulador que les ponga trabas, dirija su rumbo o se base en la sustracción de recursos de la economía privada, de lo que resulta uno de los niveles impositivos más bajos de España. Según el Índice de Competitividad Fiscal Local, elaborado por el Instituto de Estudios Económicos (IEE), Las Rozas es el cuarto municipio español de más de 50.000 habitantes con mayor competitividad fiscal,  gracias a contar con el Impuesto de Bienes Inmuebles (IBI) en el mínimo legal en su porcentaje municipal, e importantes rebajas y descuentos para familias, empresas y movilidad sostenible en impuestos de carácter local, como son el Impuesto sobre Vehículos de Tracción Mecánica (IVTM) o el Impuesto sobre Instalaciones, Construcciones y Obras (ICIO).    
Durante su gobierno, la localidad se ha posicionado como la quinta con menos paro del país entre las de más de 40.000 habitantes. Además, es la tercera ciudad de la Comunidad de Madrid en número de empresas (10.518)y la segunda en start-ups, solo por detrás de la capital. Por otro lado, figura entre las ciudades españolas con más esperanza de viday renta per cápita.
Con un índice de delincuencia en constante descenso desde hace años, es una de las ciudades más seguras de la región y del Estado, un logro al que ha contribuido la red de 300 videocámaras gestionadas con inteligencia artificial desplegadas por el Ayuntamiento. En 2024, la criminalidad en el municipio disminuyó un 3%.

## Innovación - Las Rozas Innova
José de la Uz impulsó la estrategia smart city de Las Rozas, un plan de diez años (2020-2030) para el que obtuvo el apoyo de todos los grupos de la oposición. Desde 2016, el municipio pertenece a la Red Española de Ciudades Inteligentes (RECI), que ayuda a más de 140 núcleos urbanos a desarrollar su transformación digital y sostenible.  
Para desarrollar esta estrategia se creó en 2020 Las Rozas Innova, que conecta el ecosistema tecnológico e innovador de la ciudad, y atrae inversiones y talento. Brinda asesoría y formación a empresas y start-ups, y las ayuda a buscar financiación en foros organizados con ese objetivo. El Hub Las Rozas Innova suma más de 50 start-ups y empresas.
La digitalización de la economía es una de las tareas asignadas a Las Rozas Innova, que ha gestionado iniciativas como el Programa de Sherpas Digitales, con formación y asesoramiento personalizado para dotar de herramientas digitales a las tiendas, bares y restaurantes locales. La OCDE lo reconoció como caso de uso internacional de innovación en la Administración Pública.
Otra de las acciones destacadas de esta entidad pública es el Proyecto de Realidad Virtual para el Desarrollo de Habilidades Sociales de Personas con Asperger/TEA, hecho en colaboración con la Asociación Asperger Madrid. Ha demostrado la eficacia de la realidad virtual para ayudar a personas con Asperger a mejorar sus habilidades comunicativas. 
De la Uz impulsa la colaboración público-privada, en la que juega un papel importante la compra pública de innovación (CPI), una herramienta para fomentar la innovación desde el sector público, a través de la adquisición al sector privado de soluciones inéditas o en fase de desarrollo que respondan a necesidades de la ciudad. 
En los últimos años, Las Rozas se ha beneficiado de proyectos tecnológicos, algunos de ellos posibles gracias a la CPI, como la instalación de paneles solares de última generación en la Biblioteca León Tólstoi y el Auditorio Joaquín Rodrigo. Se están instalando paneles solares fotovoltaicos en todos los colegios públicos y polideportivos; cuando se complete el programa, 7.600 paneles en 30 centros municipales evitarán la emisión de 670 toneladas de CO2 al año.
En su afán de acercar la Administración al ciudadano, el Ayuntamiento de Las Rozas lanzó en febrero de 2024 un asistente virtual con inteligencia artificial, llamado Miguel en honor al santo patrón de la ciudad, y que atiende a los vecinos en varios idiomas. El consistorio ha incorporado también el pago por Bizum de tasas e impuestos municipales, y ha puesto a disposición de los ciudadanos alrededor de 350 trámites telemáticos.  
Las Rozas es un actor fundamental en la estrategia de digitalización de la Comunidad de Madrid. Desde noviembre de 2022 es la sede del clúster de Internet de las Cosas (IoT) de la Comunidad, el primero de los clústeres constituidos por el Ejecutivo autonómico para impulsar la digitalización en la región. Lo componen 20 empresas que trabajan en proyectos basados en esta tecnología, muy importante para el desarrollo de la ciudad. 
De hecho, en febrero de 2024 el Ayuntamiento completó la domotización del sistema de riego de todos los parques del municipio. Los equipos instalados usan IoT y cubren más de un millón de metros cuadrados de zonas verdes, cuyo riego se controla y programa por control remoto. Con esta innovación se ha conseguido un ahorro en consumo anual de agua de un 40% respecto al año 2020, en el que se inició el proyecto. Esto supone dejar de gastar cada año 105.000 metros cúbicos de agua, el equivalente a llenar 30 piscinas olímpicas.
Por otro lado, Las Rozas se ha aliado con dos de las ciudades de su entorno (Majadahonda y Boadilla del Monte) en el proyecto Madrid Oeste Tecnológico (MOT), destinado a fomentar la transformación digital y crear una Smart Metropolitan Area que sea una locomotora del desarrollo sostenible de la Comunidad de Madrid, de España y del sur de Europa. En febrero de 2024, MOT se adhirió al Pacto por el Talento (Regional Pact for Skills Partnership) de la Comisión Europea.
Todas estas iniciativas se reflejan en el mercado laboral local: según el Mapa de Empleo Tecnológico de la Fundación Cotec para la Innovación, Las Rozas es la ciudad española de más de 50.000 habitantes en la que más ha aumentado el número de empleos tecnológicos entre 2013 y 2023: 11 puntos porcentuales, hasta el 22,9%, lo que supone un incremento del 94,3%. Además, se encuentra en el top 5 de ciudades españolas líderes en "empresas gacela", aquellas que tienen al menos 10 trabajadores y duplican su tamaño en tres años.

## Movilidad sostenible
Es otra de las prioridades de la gestión de José de la Uz. En el Plan de Movilidad Urbana Sostenible 2022, que se extenderá hasta 2030, figura la electrificación de los vehículos, mediante un Plan de Impulso a la Electromovilidad.  
Por el momento hay 41 cargadores para vehículos eléctricos en los aparcamientos municipales, y Las Rozas es la ciudad española con mayor porcentaje de este tipo de vehículos en su parque móvil: un 10%, según un estudio de la Unión Española de Entidades Aseguradoras y Reaseguradoras, UNESPA, dos puntos porcentuales más que el segundo clasificado en el estudio.
Otras medidas en marcha son los beneficios fiscales a la compra de vehículos eléctricos, y las ayudas al carsharing y el carpooling, gestionadas por Las Rozas Innova. El Ayuntamiento también ofrece las calles del municipio como espacio para la prueba de nuevas soluciones de movilidad: en febrero de 2022, la calle Real fue el escenario del test del Goggo Cart, el primer vehículo autónomo en desplazarse en España y en Europa por una vía pública peatonal. Este food truck para entornos urbanos circuló durante un mes por una de las calles más transitadas del municipio, repartiendo comidas de restaurantes locales sin un solo percance.
En esta línea de promover el transporte tecnológico y sostenible, en enero de 2024 toda la flota del servicio urbano de autobuses pasó a ser de cero emisiones. Un 37% de los que transitan por el municipio cuentan con etiqueta ECO.
Además, Las Rozas Innova ha puesto en marcha un gemelo digital para la gestión de la movilidad y las emisiones de la ciudad, y trabaja en el desarrollo de COSMOS, el Centro de Operaciones de la Ciudad Inteligente y Sostenible de Las Rozas, que servirá para analizar y gestionar los datos recopilados por los sistemas IoT integrados por todo el municipio.

## Las Rozas verde
Desde 2018 se ha reducido un 67% la huella de carbono de la ciudad, con medidas entre las que figuran la compra de energía eléctrica cien por cien renovable; la inversión en el aislamiento y la sostenibilidad de los edificios municipales; la renovación a calderas más eficientes; la implantación de un sistema centralizado de gestión de los sistemas de climatización o la transformación a LED de todas las luminarias y las instalaciones deportivas.     
El municipio, tercero en extensión de la región, está flanqueado por dos Espacios Naturales Protegidos: el Parque Regional de la Cuenca Alta del Manzanares, y el Parque Regional del Curso Medio del río Guadarrama y su entorno, que ocupan más de la mitad de su territorio. Entre ambos suman casi 65.000 hectáreas ricas en flora y fauna. Este cinturón verde se completa con el Monte de El Pardo, de 15.821 hectáreas, que conecta el municipio con Madrid.   
En la última década, el Ayuntamiento ha plantado cerca de 14.000 árboles con la colaboración de los vecinos. Según el Registro Nacional de Huella de Carbono, Compensación y Proyectos de Absorción de CO2 del Ministerio para la Transición Ecológica y el reto Demográfico, se ha convertido en el municipio español con más proyectos registrados de repoblación arbórea.
La naturaleza no solo rodea Las Rozas, cuyos vecinos disfrutan de una oferta única de senderos y rutas campestres; también se adentra en sus calles: los parques y jardines forman una malla verde continua que a menudo llega al pie de las viviendas.  
Además, Las Rozas cuenta con 24 ecoescuelas, acreditadas con otras tantas Banderas Verdes del Programa nacional e internacional Ecoescuelas, que cuenta con más de 59.000 centros participantes en 90 países.

## Premios y distinciones
En junio de 2022, José de la Uz fue reconocido como "una de las 10 personas con mayor impacto climático", en la primera edición de los Climate Action Awards, otorgados por Life Terra, una iniciativa de acción climática en el Viejo Continente (reúne a 16 organizaciones expertas de ocho países de Europa).  
En concreto, recibió la distinción de "representante del sector público más implicado". Con su impulso, el Ayuntamiento de Las Rozas celebró en 2021 un evento (el mayor de ese tipo en España) que reunió a más de 3.500 ciudadanos para plantar 4.000 árboles y arbustos autóctonos en el paraje natural de El Lazarejo. El evento ha seguido celebrándose con gran éxito en años sucesivos. 
Además, ha sido reconocido con la Medalla de Oro de Protección Civil, la “V de Oro” de la Asociación Española contra el Cáncer (AECC), y la medalla al Mérito en la Ciberdefensa, otorgada por la Asociación Profesional de Peritos de Nuevas Tecnologías (PETEC). 
Durante su mandato, Las Rozas, el Ayuntamiento y Las Rozas Innova han recibido numerosos premios y reconocimientos, entre los que destacan (por orden cronológico):  
2025
- Junio. Las Rozas fue reconocida como una de las 7 comunidades más inteligentes del mundo por el Intelligent Community Forum, una red global de ciudades y regiones que promueve el desarrollo de economías innovadoras, inclusivas y prósperas.[47]
- Junio. El Ayuntamiento ha revalidado por quinto año consecutivo el Sello InfoParticipa, que reconoce el nivel de transparencia y la calidad de la comunicación pública de los consistorios municipales. Lo concede el Laboratorio de Periodismo y Comunicación para la Ciudadanía Plural (LPCCP) de la Universitat Autónoma de Barcelona. [48]
- Mayo. La Asociación Española de Fabricantes de Pasta, Papel y Cartón, ASPAPEL, galardonó al Ayuntamiento de Las Rozas con la máxima calificación que otorga, 3 Pajaritas Azules, por su compromiso con el reciclaje de papel y cartón en el municipio. La ciudad ya había recibido este mismo premio en dos ocasiones.[49]
- Mayo. Las Rozas Innova recibió uno de los Premios Talento e Innovación, concedidos por la empresa MF Talent, en reconocimiento a su impulso de políticas de innovación urbana sostenible y atracción de talento e inversión.[50]
- Abril. Premio a la 'Ciudad con mejor planteamiento urbano sostenible', concedido por la empresa de construcción Modular Home.[51]
- Marzo. El XV Congreso Nacional de Innovación y Servicios Públicos (CNIS) otorgó al Ayuntamiento de Las Rozas el premio CNIS 2025 en la categoría de 'Mejor sede electrónica integral', en reconocimiento al trabajo del consistorio para que los ciudadanos puedan hacer sus trámites de forma rápida, sencilla y segura, sin necesidad de desplazamientos.[52]
- Marzo. La FAO otorgó a Las Rozas por quinto año consecutivo el reconocimiento Tree Cities of the World por el cuidado de sus árboles urbanos mediante políticas e instrumentos de gestión sostenibles, puestos en marcha por el Ayuntamiento en 2021.
- Marzo. Por segundo año consecutivo, Las Rozas ha sido reconocida como una de las 21 comunidades más inteligentes del mundo por el Intelligent Community Forum, una red global de ciudades y regiones que promueve el desarrollo de economías innovadoras, inclusivas y prósperas.[53]
- Febrero. La revista 'Cuadernos de Seguridad' concedió una de sus distinciones a la Policía Local de Las Rozas, en reconocimiento a su labor apoyada en el sistema de cámaras de videovigilancia con IA del Ayuntamiento. [54]

2024
- Diciembre. El Ayuntamiento de Las Rozas ha sido galardonado con el premio a las buenas prácticas en Economía Circular por su proyecto de sensores IoT (Internet de las Cosas) para el riego municipal, en la categoría de ‘Gestión del consumo de agua’. Estos premios los otorgan la Federación Española de Municipios y Provincias, ECOEMBES y la Diputación de Valladolid.[55]
- Octubre. Las Rozas es el Ayuntamiento más transparente de España, junto con el de Madrid, según el 'II Informe de transparencia Dyntra de los Ayuntamientos de la Comunidad de Madrid', que mide 162 indicadores. El Ayuntamiento cumple un 93,83% de los requisitos exigidos. [56]
- En junio, la Asociación Técnica para la Gestión de Residuos y Medio Ambiente (ATEGRUS) entregó uno de sus premios Escoba de Plata al Ayuntamiento de Las Rozas, por su proyecto piloto para la limpieza viaria, desinfección y eliminación de olores mediante ozono. Estos galardones reconocen a entidades públicas y privadas por su protección del medio ambiente.[57]
- El Foro de las Ciudades de Madrid otorgó en junio de este año el Premio Árbol (en la categoría de ciudades de menos de 100.000 habitantes) a Las Rozas, por su gestión del arbolado municipal.[58]
- Las Rozas ha sido reconocida por la Fundación Cotec como una de las cinco “capitales españolas de las empresas gacela”. Se llama así a las empresas de al menos 10 trabajadores que duplican su tamaño en tres años. La ciudad cuenta con 25 de estas compañías de rápido crecimiento.[59]
- Premio Sendero Azul, otorgado al Camino Viejo de Las Matas. Lo concede la Asociación de Educación Ambiental y del Consumidor (AEAC), y es el primero que se da a un itinerario en la Comunidad de Madrid. El sendero se incorpora a la Red de Senderos Azules en España, en la que figuran sendas de 115 municipios de 21 provincias y 11 Comunidades Autónomas. Son 128 senderos que suman en conjunto 860 kilómetros.[60]

2023
- Premio a la “Mejor Iniciativa de Inserción Laboral”, concedido por la Asociación Asperger Madrid a Las Rozas Innova por el Proyecto de Realidad Virtual para el Desarrollo de Habilidades Sociales de Personas con Asperger/TEA.[61]

- Premio como "Institución Relevante para la Internacionalización de la Empresa Madrileña", concedido por la Comunidad de Madrid a Las Rozas Innova.[62]
- Premio a la Discapacidad de la Comunidad de Madrid en su primera edición, en la categoría institucional, por “la gran cantidad y variedad de proyectos destinados a favorecer la calidad de vida, la inclusión y la igualdad” de los discapacitados.[63]

2022
- Premio de la Comunidad de Madrid a la Mejor Iniciativa o Proyecto de Digitalización Desarrollado en el Ámbito de las Administraciones Públicas, en reconocimiento al “esfuerzo realizado por el municipio para la puesta en marcha de una estrategia de smart city basada en la colaboración público-privada y centrada en el beneficio para todos los vecinos”.[64]
- La Red Española de Ciudades Inteligentes (RECI) concedió al Ayuntamiento de Las Rozas el Premio Ciudad Verde: Sostenibilidad e Infraestructuras: Buena Práctica, por la Implantación del sistema centralizado de gestión de instalaciones de edificios mediante sistema SCAD.[65]
- Las Rozas recibió la distinción Ciudad de la Ciencia y la Innovación, que otorga el Ministerio de Ciencia e Innovación. El galardón reconoció la apuesta del municipio por la I+D+i (Investigación, Desarrollo e innovación), y su apoyo a las empresas con un fuerte componente científico, tecnológico e innovador. Con este premio, Las Rozas pasó a formar parte de la asociación Ciudades de la Ciencia y la Innovación (Red Innpulso).[66]

2021
- Las Rozas recibió el certificado de “Municipio Cardioprotegido” otorgado por el Proyecto Salvavidas, avalado por la Fundación España Salud.[67]

2020
- Premio otorgado por FEMADDI (Federación de Deportistas con Discapacidad Intelectual de Madrid) en reconocimiento a la apuesta del Ayuntamiento por el deporte inclusivo a través del Plan de Fomento del Deporte Inclusivo en las escuelas municipales, lanzado en 2018.[68]

2019
- El Premio Siete Estrellas del Deporte de la Comunidad de Madrid reconoció la labor de Las Rozas en el Fomento del Deporte desde la Administración Local. Fue el segundo Premio Siete Estrellas del Deporte para la ciudad, que también ha recibido dos veces el Premio Nacional del Deporte.[69]

2018
- La red de Bibliotecas Municipales de Las Rozas ganó el Premio Liber 2018 a la mejor iniciativa de fomento de la lectura en bibliotecas abiertas al público, otorgado por la Federación de Gremios de Editores de España (FGEE).[70]
- El Grupo Senda galardonó al Ayuntamiento por sus políticas en favor del Envejecimiento Activo. [71]

2017
- El Comité Español de Representantes de Personas con Discapacidad (CERMI) concedió al Ayuntamiento un premio CERMI por su “apuesta decidida y atención especial en contribuir a la mejora de la calidad de vida de las personas con discapacidad que residen en el municipio, en un contexto de igualdad de oportunidades, no discriminación y accesibilidad universal”.[72]

2016
- La Red Española de Ciudades por el Clima otorgó a Las Rozas uno de sus Premios a las Buenas Prácticas por el Clima por la actuación “Promoción de la Movilidad Urbana Sostenible en el Municipio de Las Rozas”.[73]
- La app del Ayuntamiento "Smart Green" recibió el primer premio, en la categoría de Tecnología, en los Premios NovaGob a la Excelencia, dirigidos a iniciativas de la Administración. [74]

2015
- En marzo de 2015, tres meses antes de la llegada de De la Uz al puesto de alcalde, Las Rozas fue designada Ciudad Europea del Deporte 2016 por la Asociación de Capitales Europeas del Deporte (ACES Europa).[75]